# Marshall Rogers
Marshall Rogers   (Flushing, 22 de gener de 1950 - Fremont, 24 de març de 2007) nom artístic de  William Marshall Rogers III, va ser un autor de còmics estatunidenc conegut sobretot pel seu treball a Marvel i DC Comics a la dècada de 1970.

## Biografia
Rogers va néixer al barri de Flushing, al districte de Queens, a la ciutat de Nova York, i es va criar allà i a Ardsley, Nova York. Va començar a estudiar dibuix de sistemes mecànics a l'institut, i després va assistir a la Universitat Estatal de Kent, a Ohio, on va estudiar arquitectura. Més tard va dir que sentia això.
| «                  | els meus pares estarien contents, perquè és una professió legítima, i em permetria una mica de sortida artística mentre treballava. Bé, ràpidament vaig descobrir que el món no estava preparat per a un altre Frank Lloyd Wright... i acabaria fent aparcaments i dissenyant sistemes de calefacció/refrigeració. Volia dibuixar i ser imaginatiu. I després hi va haver un últim obstacle, i va ser el càlcul.... Simplement no podia entendre aquelles teories estranyes que circulaven. | » |
| — Marshall Rogers, | |   |

Va estudiar dibuix arquitectònic i la seva obra es caracteritzava per la representació detallada d'edificis i estructures.
Va deixar la universitat el 1971 abans de graduar-se i va tornar a casa seva a Nova York, on va descobrir que la seva família es traslladava a Denver, Colorado, on s'estava traslladant l'empresari del seu pare, Johns Manville. Optant per quedar-s'hi, va completar una història de 52 pàgines que havia començat a la universitat i la va presentar el 1972 com a mostra al gerent de producció de Marvel Comics, John Verpoorten, qui va trobar la feina de Rogers deficient. Per guanyar-se la vida, Rogers feia il·lustracions per a revistes masculines que va descriure com "[r]eals revistes de baixa qualitat i poca qualitat que tenien il·lustracions per precedir les històries". Quan un client va fer fallida devent-li almenys 1.000 dòlars, un amic, Jim Geraghty, li va oferir una casa sense lloguer per a l'hivern a Easthampton, Nova York, a Long Island, a canvi de "quatre o cinc il·lustracions" per a un projecte artístic local. L'estiu següent va treballar en una ferreteria durant uns mesos, va ser acomiadat i, mentre vivia de les prestacions per desocupació, es va posar en contacte amb l'efímera empresa Atlas/Seaboard Comics i va dir:
| «                  | em van assignar un parell de tasques molt petites. Una era dissenyar un vestit per a un personatge de kung-fu que anaven a crear, i una altra era fer un parell d'il·lustracions per a un complement en un llibre de monstres en blanc i negre. El vestit de kung-fu que vaig dissenyar va ser rebutjat perquè van dir: "Era massa bo", cosa que significava, al meu entendre, que el vestit era massa complex per dibuixar-lo una vegada i una altra. Es van utilitzar les il·lustracions en blanc i negre. Una apareixia a la part posterior del llibre de monstres en blanc i negre en una petita pàgina de joc que anomenaven "Els embolics cerebrals del Dr. Frankenstein". | » |
| — Marshall Rogers, | |   |

En algun moment no especificat, va recordar Rogers, "entrava i sortia d'una feina d'administratiu d'enviaments" i va fer alguns retocs per a DC Comics en reimpressions d'històries de Batman dels anys 40. Va continuar mostrant mostres tant a Marvel com a DC, i el 1977, la seva obra va començar a interessar a Marie Severin i Vince Colletta, els directors d'artistics respectius de les dues companyies. "Això em va aconseguir la meva primera feina; no va ser realment la capacitat de dibuix", va dir el 1980, "tant com les meves capacitats de disseny".
Alguns dels seus primers treballs en còmics van aparèixer a la revista en blanc i negre The Deadly Hands of Kung Fu, on va treballar amb l'escriptor Chris Claremont en una història amb els personatges secundaris de "Iron Fist", Misty Knight i Colleen Wing, com les Daughters of the Dragon. Va evitar el rentat de gris que s'utilitzava en altres històries de còmics en blanc i negre a favor de l'aplicació de to de trama.
Amb l'escriptor Steve Englehart, Rogers va dibuixar una aclamada sèrie sobre Batman a Detective Comics núm 471–476 (agost de 1977 - abril de 1978), proporcionant una de les interpretacions definitives que va influir en la pel·lícula Batman de 1989 i que es va adaptar per a la sèrie animada dels anys noranta. La parella formada per Englehart i Rogers va ser descrita el 2009 per l'escriptor i historiador de còmics Robert Greenberger com "un dels millors" equips creatius que han treballat en el personatge de Batman. L'escriptor i executiu de DC Comics Paul Levitz va assenyalar el 2010: "Possiblement la versió de Batman més estimada pels fans a mitjans dels anys setanta, la sèrie de Detective de l'escriptor Steve Englehart i el dibuixant Rogers presentava un Joker inequívocament homicida... en històries negres i malhumorades que evocaven l'era clàssica Kane-Robinson". A la seva història "The Laughing Fish", el Joker és prou descarat per desfigurar un peix amb un somriure de rictus, i després espera que se li concedeixi una marca registrada federal, només per començar a matar buròcrates que intenten explicar que obtenir aquesta reclamació sobre un recurs natural és legalment impossible. El supervilà Deadshot va ser redissenyat per Rogers durant la seva etapa a Detective Comics. Rogers també va escriure a llapis la història d'origen del Golden Age Batman a Secret Origins núm 6 (setembre de 1986) amb l'escriptor Roy Thomas i el tatidor Terry Austin.
Els dos també van fer una minisèrie de seqüela, Batman: Dark Detective, i van treballar junts en altres sèries, com ara The Silver Surfer de Marvel i una curta temporada de la reviscuda Mister Miracle de DC. La primera temporada de Batman d'Englehart i Rogers va ser recopilada a la rústica Batman: Strange Apparitions, i la segona edició de Batman: Dark Detective. Rogers va romandre com a artista a Detective Comics durant uns quants números després de la sortida d'Englehart de la sèrie. Amb el guionista Len Wein, va cocrear la tercera versió del supervilà Clayface. L'altra obra de Rogers sobre Batman va incloure un arc argumental a Batman: Legends of the Dark Knight que va ser iniciat per l'escriptor Archie Goodwin i completat per James Robinson.
Una història d'Englehart-Rogers protagonitzada per Madame Xanadu que va quedar en estoc durant uns quants anys es va publicar com a one-shot el 1981, en el primer intent de DC de comercialitzar còmics específicament al "mercat directe" de fans i col·leccionistes. El 1986, Rogers va dibuixar una adaptació en novel·la gràfica de "Demon with a Glass Hand", un episodi de la sèrie de televisió The Outer Limits, basada en un guió de Harlan Ellison. Va ser el cinquè títol de la sèrie de novel·les gràfiques de ciència-ficció de DC.
A Eclipse Comics, durant els primers anys vuitanta, va col·laborar en la novel·la gràfica Detectives Inc. amb l'escriptor Don McGregor, va dibuixar la sèrie Scorpio Rose i la primera sèrie Coyote escrita per Englehart, i va escriure i dibuixar la seva pròpia sèrie extravagant Cap'N Quick & A Foozle. El 1992, McGregor i Rogers van crear una història en dues parts per a Marvel als números 27-28 de Spider-Man que tractava sobre l'assetjament escolar i la violència amb armes de foc.

## Vida personal
La mare de Rogers era Ann White Rogers. Tenia una germana, Suzanne, i un fill adoptiu, Russell Young.
Rogers va morir el 24 de març de 2007, a casa seva a Fremont, Califòrnia. El seu col·laborador de Batman, Steve Englehart, va dir que Spencer Beck, l'agent de Rogers, li va dir: "El seu fill el va trobar. Creuen que va ser un atac de cor i que potser feia temps que era mort."

## Premis
- 1978: nominat als Premis Eagle a l'Artista Favorit, a la Història Única Favorita per a Detective Comics nùm 472: "I am the Batman" amb Steve Englehart i a la Història Continuada Favorita per a Detective Comics nùm 471-472 amb Steve Englehart[19]
- 1979: Premi Inkpot[20]
- 1979: nominat als Premis Eagle com a Artista de Còmics Favorit (EUA), per a Millor Història Continuada per a Detective Comics nùm 475-476 amb Steve Englehart, i per a Millor Portada per a Detective Comics nùm 476[21]